# Hymenophyllum productoides
Hymenophyllum productoides är en hinnbräkenväxtart som beskrevs av John William Moore. Hymenophyllum productoides ingår i släktet Hymenophyllum och familjen Hymenophyllaceae. Inga underarter finns listade.